# Munier Choudhury
Munier Choudhury était un pédagogue, dramaturge, critique littéraire et dissident politique bengali victime du massacre des intellectuels bangladais en 1971. Le gouvernement du président Ziaur Rahman lui a décerné le prix de l'Independence Day en 1980, à titre posthume.

## Biographie
La famille de Munier Choudhury est originaire du district de Noakhaly. Il est né à Manikganj, dans le district du même nom, alors dans la présidence du Bengale du Raj britannique . Son père, un ancien élève de l'université musulmane d'Aligarh, était magistrat. Ce n'est qu'en 1936 que sa famille déménagea à Dhaka, où il suivit l'enseignement de la Dhaka Collegiate School (en), puis les cours de l'université musulmane d'Aligarh. En 1946, il partit poursuivre ses études à l'université de Dacca, où il fut expulsé de son logement universitaire à cause de son engagement communiste. En 1952, son implication dans le Mouvement pour la Langue (face à l'ourdou obligatoire dans le Pakistan oriental) lui valut deux années de prison. Plus tard, en 1958, il obtient sa troisième maîtrise en linguistique à l'université Harvard.
Il commença à enseigner dans le Brajalal College (en) de Khulnâ puis dans la Université Jagannath et l'université de Dacca en 1950.
En 1967, il protesta contre l'interdiction par le gouvernement pakistanais des chansons de Rabindranath Tagore à la radio et à la télévision. Au début des années 1950, il y eut un mouvement au Pakistan pour remplacer l'alphasyllabaire bengali par l'alphabet arabe. En tant que linguiste et écrivain, Choudhury s'éleva contre ce mouvement visant à saper la langue maternelle du Pakistan oriental. Il a participé activement au mouvement de non-coopération au début de l'année 1971 et avait renoncé au prix Sitara-i-Imtiaz, décerné par le gouvernement du Pakistan en 1966.

## Œuvre
C'est pendant son emprisonnement qu'il écrivit Kabar (La Tombe). Il continua à écrire, et produisit par exemple une pièce sur la Troisième bataille de Panipat, Roktakto Prantor.
En 1965, en collaboration avec Optima Büromaschinenwerk Erfurt (de), entreprise est-allemande, il modifia un clavier de machine à écrire pour l'adapter au bengali, et ce type de clavier porta son nom.

## Galerie

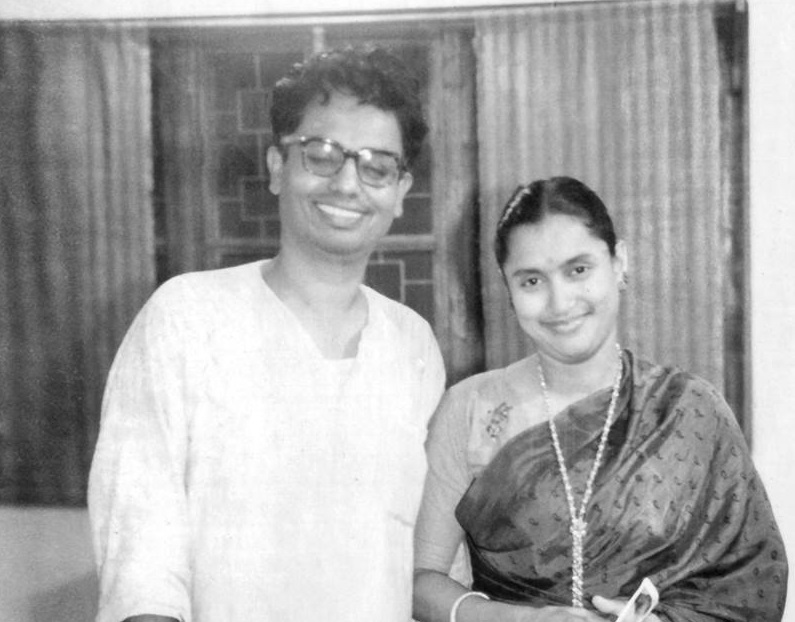
Choudhury et sa femme, avant 1950
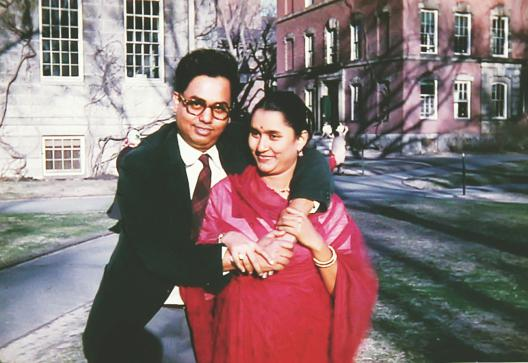
Avec sa femme en 1957